# Symbian
Symbian Limited, és una empresa creada a partir de l'aliança de diverses empreses de telefonia mòbil, dintre de les quals es troben Nokia, Sony Ericsson, Samsung i Siemens. El 2003 Motorola va vendre el 13% de la seva participació a Nokia, que va passar a posseir el 32,2% de la companyia 
L'objectiu de Symbian va ser crear un sistema operatiu, el Symbian OS, per a terminals mòbils que pogués competir amb el de Palm o el Windows Mobile de Microsoft.